# Team 8
Team 8 er et ninjahold fra Narutoserien. Det består af Shino Aburame, Hinata Hyuga, Kiba Inuzuka, samt deres sensei Kurenai Yuhi. De kommer fra samme årgang som seriens hovedperson Naruto Uzumaki.